# Tarantobukten

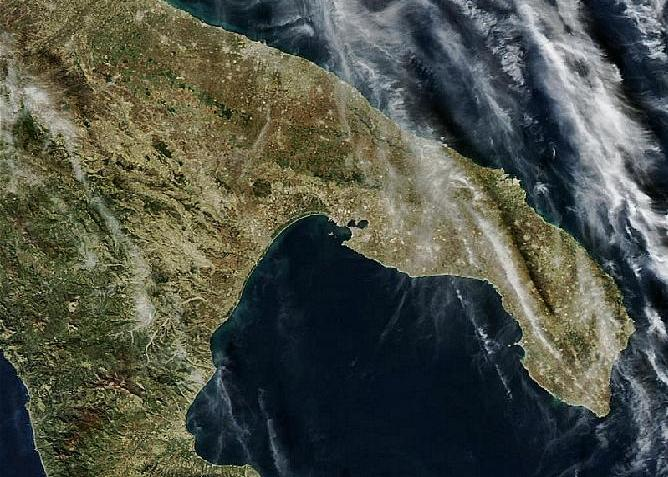
Satellitfoto av Tarantobukten

Tarantobukten, Golfo di Taranto, är den bukt som utgör själva "hålfoten" i Italien. Regionerna Apulien, Basilicata och Kalabrien ligger vid bukten. De viktigaste floderna som mynnar ut i bukten är Basento, Sinni och Agri.
De antika grekiska kolonierna Crotone, Heraklea, Thurii och Sybaris låg alla vid Tarantobukten.

## Städer i bukten
- Taranto
- Porto Cesareo
- Gallipoli